# إليزابيث كاشمان تيتوس بوتنام
إليزابيث كاشمان تيتوس بوتنام (بالإنجليزية: Elizabeth Cushman Titus Putnam) هي عالمة بيئة أمريكية، ولدت في 1933 في ساندز بوينت في الولايات المتحدة.